# Sancy-les-Cheminots
Sancy-les-Cheminots – miejscowość i gmina we Francji, w regionie Hauts-de-France, w departamencie Aisne.
Według danych na styczeń 2014 roku gminę zamieszkiwało 113 osób, a gęstość zaludnienia wynosiła 25,3 osób/km².